# 花房藩
花房藩（はなぶさはん）は、明治維新期の短期間、安房国・上総国に領地を有した藩。1868年に遠江横須賀藩の西尾家が3万5000石で移封され、1871年の廃藩置県まで存続した。仮藩庁を安房国長狭郡横渚村（現在の鴨川市横渚）に置き、同郡花房村（現在の鴨川市花房）に築城を開始したが、間もなく廃藩となった。
本記事では廃藩後に設置された花房県（はなぶさけん）についても言及する。

## 歴史

### 立藩から廃藩まで
慶応4年（1868年）5月、徳川宗家当主徳川家達は新政府から駿府藩主として認められ、70万石の領主として駿河・遠江に入ることとなった。これに伴い、遠江国横須賀藩主であった西尾忠篤は、安房国・上総国に所替が命じられた。
明治2年（1869年）5月、安房国長狭郡花房村（現在の鴨川市花房）を新城地と選定。6月24日の版籍奉還で忠篤は藩知事となった。8月、横渚村蔵の台（現在の鴨川市横渚字蔵ノ台）にあった元岩槻藩取締出張所（前原陣屋）を仮藩庁とした。また、西尾忠篤は鏡忍寺（現在の鴨川市広場）を仮宿所とした。
明治3年（1870年）2月、新政府から藩役所・知事宅を下賜され、藩士の屋敷地として花房村周辺の村に属していた土地を取り立てた。明治4年（1871年）2月には藩校修道館が建設された。花房村萩原台に花房陣屋（花房城）の造営を開始したが、どの程度進んだかははっきりしていない。
明治4年（1871年）の明治天皇の大嘗祭に際しては、当時藩領であった安房国長狭郡北小町村字仲ノ坪（現在の鴨川市北小町）に主基斎田が定められた。主基斎田には番屋が設けられ、花房藩の役人が警備にあたった。

### 花房県
明治4年（1871年）7月、廃藩置県によって花房藩は廃藩となり、花房県となった。そして木更津県を経て、千葉県に編入されたのである。

## 歴代藩主
西尾家
旧譜代、3万5000石。
1. 忠篤（ただあつ）

## 廃藩時点の領地
- 安房郡
  - 長狭郡のうち - 51村（旧旗本領12村、館山藩領7村、岩槻藩領5村、鶴牧藩領2村、寺社領のみ2村、安房上総知県事領29村【内訳は旧旗本領24村、館山藩領3村、岩槻藩領2村、鶴牧藩領3村】）
- 上総国
  - 天羽郡のうち - 15村（旧佐貫藩領）
  - 周淮郡のうち - 22村（旧安房上総知県事領【内訳は旧幕府領2村、旗本領20村、与力給地1村】）
  - 望陀郡のうち - 60村（旧前橋藩領38村、久留里藩領21村、寺社領のみ1村）
  - 長柄郡のうち - 38村（旧旗本領1村、鶴牧藩領3村、館山藩領1村、安房上総知県事領37村【内訳は旧幕府領19村、旗本領23村、一宮藩領2村、鶴牧藩領1村】）
  - 武射郡のうち - 1村（旧旗本領の旧安房上総知県事領）

なお、いずれも相給が存在するため、村数の合計は一致しない。